# Dave Henderson
David McKinley "Dave" Henderson (Henderson, Carolina del Norte, 21 de julio de 1964) es un exjugador y exentrenador de baloncesto estadounidense  que jugó una temporada en la NBA, además de jugar en ligas menores de su país y en varias competiciones europeas. Con 1,96 metros de estatura, jugaba en la posición de base.

## Trayectoria deportiva

### Universidad
Jugó durante cuatro temporadas con los Blue Devils de la Universidad de Duke a las órdenes del entrenador Mike Krzyzewski, en las que promedió 12,3 puntos, 4,0 rebotes y 2,1 asistencias por partido. Fue elegido en el mejor quinteto del torneo de la Atlantic Coast Conference en 1986.

### Profesional
Fue elegido en la quincuagésimo octava posición del Draft de la NBA de 1986 por Washington Bullets, pero fue despedido antes del comienzo de la competición. Jugó una temporada entonces en los Charleston Gunners de la CBA, y al año siguiente firmó por diez días con los Philadelphia 76ers, contrato que fue ampliado hasta final de temporada. Allí disputó 22 partidos, en los que promedió 5,7 puntos y 1,6 rebotes.
Posteriormente jugó dos temporadas en el JDA Dijon de la liga francesa, antes de desplazarse a la liga israelí, donde jugó cuatro temporadas en los equipos del Hapoel Tel Aviv, el Maccabi Rishon LeZion y el Hapoel Holon. Jugó una temporada en el Galatasaray turco,
Pasó posteriormente por el Ironi Ramat Gan, para acabar su carrera en el Blonay Basket de la liga suiza.

### Entrenador
Tras dar por finalizada su carrera como jugador, ejerció como entrenador asistente de su alma mater, la Universidad de Duke, entre 1996 y 2000, En 2000 firmó como entrenador principal de los Delaware Fightin' Blue Hens, donde permaneció seis temporadas, en las que consiguió 85 victorias y 93 derrotas.

## Estadísticas de su carrera en la NBA

### Temporada regular
| Temporada | Edad | Equipo             | Liga | Pos. | P  | TIT | MIN  | TC  | TCA | %TC  | 3P  | 3PA | %3P  | TL  | TLA | %TL  | R.OF. | R.DEF. | REB | ASIS | ROB | TAP | PER | FP  | PTS |
| 1987-88   | 23   | Philadelphia 76ers | NBA  | SG   | 22 | 1   | 16.0 | 2.1 | 5.3 | .405 | 0.0 | 0.0 | .000 | 1.5 | 2.1 | .681 | 0.5   | 1.1    | 1.6 | 1.5  | 0.5 | 0.2 | 1.8 | 1.9 | 5.7 |
| Total     |      |                    | NBA  |      | 22 | 1   | 16.0 | 2.1 | 5.3 | .405 | 0.0 | 0.0 | .000 | 1.5 | 2.1 | .681 | 0.5   | 1.1    | 1.6 | 1.5  | 0.5 | 0.2 | 1.8 | 1.9 | 5.7 |